# 七張犁
七張犁，是臺灣彰化縣和美鎮的一個地名，位於該鎮西部。相較於今日行政區，其範圍大致包括面前里、仁愛里、山犁里。

## 歷史
台灣清治末期至日治初期，七張犁地區為一街庄，稱為「七張犁庄」，隸屬於線西堡。該庄北及東北與和美線庄為鄰，東南與大霞佃庄為鄰，南邊為蕃雅溝庄、頂番婆庄，西邊為草港中庄，西北邊為頂犁庄。
1901年（日治明治三十四年）11月，該庄隸屬於彰化廳。1909年（明治四十二年）10月，改隸屬於臺中廳。1920年（大正九年），該庄改制並改名為「七張犁」大字，隸屬於臺中州彰化郡和美庄。1943年，和美庄升格為和美街。
戰後和美街改制為和美鎮，隸屬於彰化縣，大字亦改制為里。

## 交通
縣道139甲線（西園路）是和美塗厝至彰化的道路，大致橫向經過七張犁地區北部邊界，向東轉北可經和美市區前往塗厝接上縣道139號本線，向西轉南可前往草港，再轉東南可前往頂番婆、彰化。
縣道135號（鹿和路六段）是和美至溪湖的道路，大致以北北東－南南西方向經過本地區中部偏東地帶，往北北東可前往和美市區，往南南西方向可前往頂番婆、鹿港、溪湖。
縣道138號（仁安路、彰和路三段）是線西至彰化的道路，大致以西北－東南走向經過本地區東部邊界旁，往西北可前往和美市區、線西、彰化濱海工業區線西區，往東南可前往彰化。
縣道134號（道周路）是新港至彰化的道路，大致以開山向東北的弧形經過本地區東北部，往北可前往新港，往東南可前往彰化。該道路在本地區路段為和美市區的西南側外環道。

## 學校
- 國立和美實驗學校
- 和仁國小